# Emanuel Farrugia
Emanuel Farrugia (2 ottobre 1957) è un ex calciatore maltese, di ruolo difensore.

## Carriera

### Nazionale
Ha collezionato 31 presenze con la propria Nazionale.